# جوزيف كونت
جوزيف كونت (4 يونيو 1904 – 1982) هو مبارز بالسيف تشيكوسلوفاكي راحل، مثّل بلاده في الألعاب الأولمبية الصيفية 1936.

## روابط رياضية
جوزيف كونت على موقع أوليمبيديا (الإنجليزية)
- جوزيف كونت على موقع اللجنة الأولمبية التشيكية (التشيكية)